# Sri Lanka leopard
Sri Lanka leopard (latin: Panthera pardus kotiya) er en underart til arten leopard, der lever på Sri Lanka. Den er klassificeret som truet af IUCN. Bestanden menes at være faldende på grund af mange trusler, herunder krybskytteri for handel og menneske-leopard konflikter. Nr. subpopulation er større end 250[kilde mangler]

## Eksterne links
- Wikimedia Commons har flere filer relateret til Sri Lanka leopard

| Biologi | Spire Denne artikel om biologi er en spire som bør udbygges. Du er velkommen til at hjælpe Wikipedia ved at udvide den. |